# Anja Nielsen
Anja Nielsen, née le 12 avril 1975 à Kolding, est une handballeuse internationale danoise.
Avec l'équipe du Danemark, elle participe notamment aux jeux olympiques de 2000 où elle remporte la médaille d'or,.

## Palmarès

### En sélection nationale
Jeux olympiques
- médaille d'or aux Jeux olympiques de 1996 à Atlanta

### En club
compétitions internationales
- vainqueur de la coupe de l'EHF en 2002 (avec Ikast Bording EH)

compétitions nationales
- vainqueur de la coupe du Danemark en 2000 et 2002 (avec Ikast Bording EH)